# Peningi
Peningi är en ort i Estland. Den ligger i Raasiku kommun och landskapet Harjumaa, i den centrala delen av landet, 26 km öster om huvudstaden Tallinn. Peningi ligger 47 meter över havet och antalet invånare är 195.
Terrängen runt Peningi är mycket platt. Runt Peningi är det ganska glesbefolkat, med 21 invånare per kvadratkilometer. Närmaste större samhälle är Maardu, 17,4 km norr om Peningi. I omgivningarna runt Peningi växer i huvudsak blandskog.